# Bitwa pod Herbsthausen
Bitwa pod Herbsthausen (znana także jako bitwa pod Mergentheim lub bitwa pod Marienthal-Herbsthausen) – starcie zbrojne, które miało miejsce 5 maja 1645 roku podczas wojny trzydziestoletniej.
Bitwa została stoczona przez armię cesarską dowodzoną przez von Mercy'ego i de Wertha a armią francuską dowodzoną przez de Turenne'a. Druzgocąca klęska armii francuskiej – ok. 1/3 francuskich żołnierzy trafiło do cesarskiej niewoli.